# غلف ستريم أمريكان جي إيه-7 كوغر
غلف ستريم أمريكان جي إيه-7 كوغر (بالإنجليزية: Gulfstream American GA-7 Cougar)‏ هي طائرة تدريب بمحركين أنتجت في 1978 بالولايات المتحدة. من صناعة غلف ستريم الفضائية. كان أول طيران لها في 20 ديسمبر 1974. ومازالت في الخدمة حتى الآن. صنع منها 115 طائرة.